# Сансара
Санса́ра или самса́ра (санскр. संसार, IAST: saṃsāra «блуждание, странствование») — круговорот рождения и смерти в мирах, ограниченных кармой, одно из основных понятий в индийской философии: душа, тонущая в «океане сансары», стремится к освобождению (мокше) и избавлению от результатов своих прошлых действий (кармы), которые являются частью «сети сансары».
Сансара — одно из центральных понятий в индийских религиях — индуизме, буддизме, джайнизме и сикхизме. Каждая из этих религиозных традиций даёт свои интерпретации понятия сансары. В большинстве традиций и философских школ сансара рассматривается как неблагоприятное положение, из которого необходимо выйти. Например, в философской школе адвайта-веданты индуизма, а также в некоторых направлениях буддизма сансара рассматривается как результат неведения в понимании своего истинного «я», неведения, под влиянием которого индивид или душа принимает временный и иллюзорный мир за реальность вообще.

## В индуизме
Впервые учение о сансаре появляется в упанишадах (Чхандогья, Брихадараньяка).
В индуизме причиной пребывания души (дживы) в мире сансары считается авидья (неведение), которое проявляется в незнании индивидом своей истинной природы, своего истинного «Я» и отождествлении себя с бренным материальным телом и иллюзорным миром майи. Подобное отождествление держит дживу в оковах чувственных наслаждений, заставляя её перевоплощаться и принимать всё новые и новые тела в круговороте сансары.
Стадия конечного освобождения из цикла сансары называется в индуизме по-разному: мокша, мукти, нирвана или махасамадхи.
В традициях йоги описываются несколько путей освобождения из цикла сансары и достижения мокши. Мокши можно достичь посредством любви к Ишваре/Богу (см. бхакти и бхакти-йога), путём медитации (раджа-йога), научившись отличать реальность от иллюзии посредством философского анализа (джнана-йога) или путём правильного выполнения предписанной деятельности без привязанности к её плодам (карма-йога).
В монистической адвайта-веданте, которая оказала сильное влияние на йогу в индуизме, Брахман рассматривается как безличная и бесконечная реальность (выступающая на контрасте с буддистской концепцией шуньяты), при осознании которой все временные проявления, такие как сансара, космос, дэвы и различные формы Бога представляются манифестациями безличного Брахмана.
В философской школе санкхья — одной из шести ортодоксальных школ в философии индуизма — принимается существование двух тел: грубого материального тела, называемого стхула, и тонкого материального тела, которое не разрушается после смерти грубого и переходит в следующее физическое тело, получаемое индивидом в цикле сансары. Тонкое материальное тело состоит из трёх элементов:
1. Буддхи («сознание»)
2. Аханкара («эго»)
3. Манас («ум как центр чувственного восприятия»)

В круговороте сансары живые существа, эволюционируя или деволюционируя, проходят через различные формы жизни от микробов, насекомых, растений и даже минералов — до самой возвышенной позиции дэвы-творца вселенной Брахмы. Положение, в котором оказывается живое существо в этой жизненной иерархии, зависит от качеств, приобретённых в прошлых воплощениях, и является плодами кармы, которые индивид вынужден пожинать.
Существует несколько вариантов объяснения работы кармических реакций в цикле сансары. Согласно некоторым из них, душа (джива) после оставления грубого материального тела переносится тонким телом на небесные или адские планеты или планы бытия (локи) и пребывает там до тех пор, пока не пожнёт определённую часть плодов своей хорошей или плохой кармы. После этого джива рождается заново и оказывается в определённом теле и при определённых обстоятельствах, которые являются результатом остатка её кармы. Теоретически это делает возможным памятование о прошлой жизни (джатисмара) — способность, которой часто обладают великие святые и которая может быть развита посредством определённых духовных практик. В буддизме примерами джатисмары являются истории Джатаки, в которых Будда (основатель буддизма Сиддхартха Гаутама) рассказывает о своих прошлых воплощениях.

## В буддизме

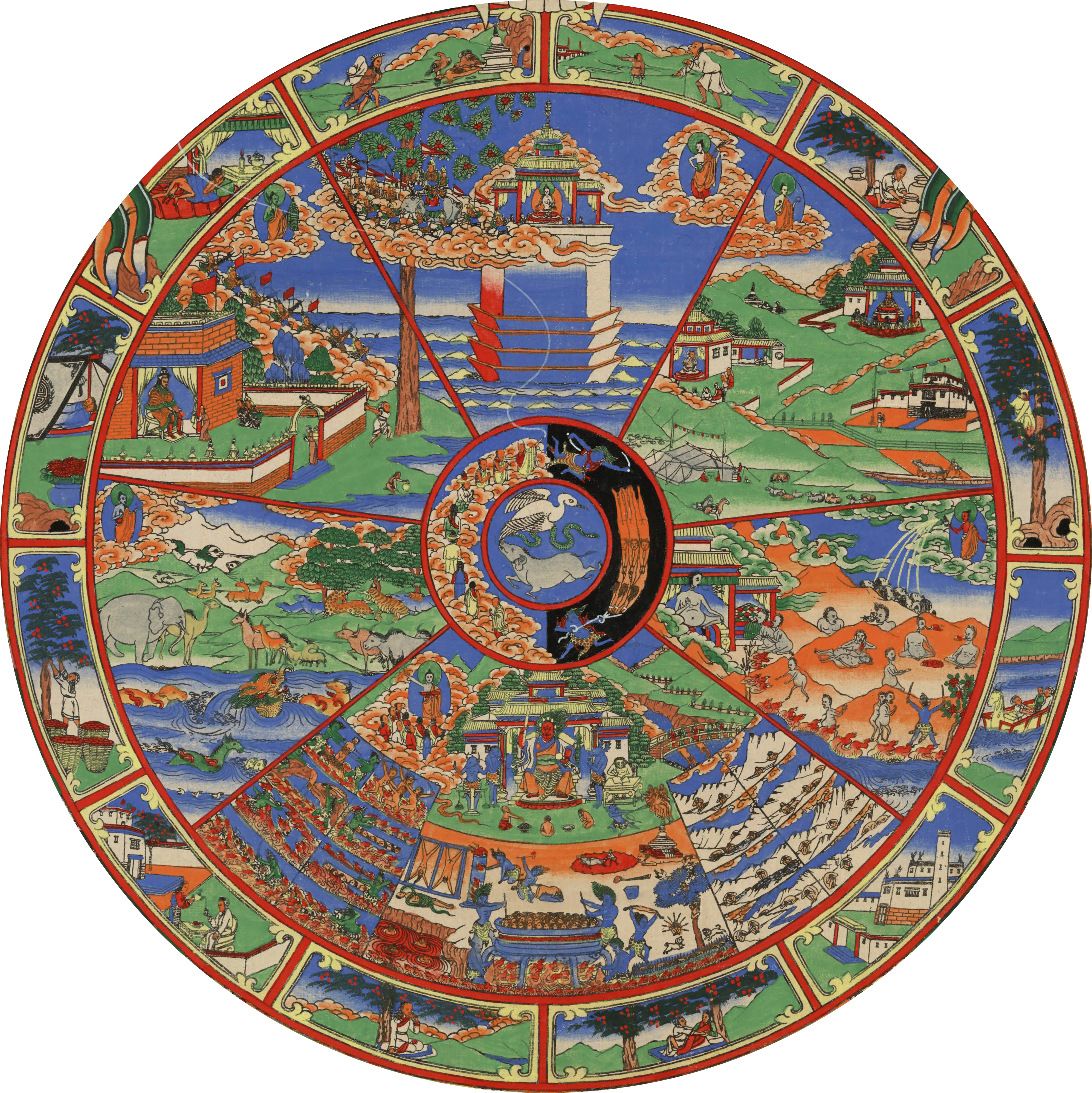
Колесо сансары

В буддизме под сансарой понимают мир страданий (дуккхи), страстей и несвободы, неразрывно связанный с повторяемым циклом рождений и смертей. В шастре «Спасение украшения» сансара описывается следующим образом: «Истинная сущность её пустота, вид её обман, признак её мучение и рождение». В частном случае под сансарой также может пониматься «сознание обычных существ», которое подвержено «неведению, гневу, страстной привязанности» и другим омрачениям, или общая последовательность подобных состояний сознания, непрерывно сменяющих друг друга в каждый момент времени.
Будда Шакьямуни описывал сансару следующим образом:
Нельзя найти того мгновения, начиная с которого создания, заблудившиеся в невежестве, скованные жаждой бытия, пускаются в свои странствования и блуждания. Как вы думаете, ученики, больше ли воды в четырёх великих океанах, или слёз, пролитых вами, когда вы бродили и скитались в этом долгом паломничестве и скорбели и плакали, ибо то, что было вашим уделом, вы ненавидели, а то, что вы любили, не было вашим уделом. Смерть матери, смерть брата, потеря родственников, потеря собственности — всё это пережили вы в течение долгих веков. И, переживая в течение долгих веков всё это, скитаясь и бродя в этом паломничестве, скорбя и плача, — ибо то, что было вашим уделом, вы ненавидели, а то, что вы любили, не было вашим уделом, — вы пролили больше слёз, чем есть воды в четырёх великих океанах.Будда Шакьямуни. Самъютта-никая
Визуальным воплощением сансары также может служить бхавачакра, изображающая двенадцатичленную формулу бытия вместе с основными омрачениями в виде неведения, привязанности (страсти) и ненависти в их животном воплощении, а также элементами буддийской космологии. Комментируя бхавачакру, учителя тибетского буддизма указывали, что если человек больше не хочет вращаться в круговороте сансары, ему необходимо разъединить двенадцатичленную цепь.
Сансара считается не имеющей начала. Наиболее важными причинами продолжения существования сансары считаются карма и омрачения живых существ, причиной же существования человека в сансаре является его неведение относительно своей природы и убеждённость в существовании вечного и неизменного «я». Освободиться от сансары и страданий возможно с помощью достижения нирваны, являющейся «миром абсолютного, миром свободы».
Среди шести миров, в которых могут перерождаться живые существа, мир людей считается наиболее подходящим для достижения нирваны, несмотря на то, что мир богов считается более счастливым. Страдание присутствует во всех шести мирах, но перерождение в миры животных, голодных духов и адских существ считается нежелательным. Согласно буддизму, выбор конкретного мира для перерождения происходит исходя из накопленной кармы. В тхераваде считается, что перерождение происходит сразу после смерти, в махаяне указывается, что существует промежуток времени между смертью и новым рождением. В тантрическом буддизме данный промежуток оформился в концепцию бардо.
Концепция цикличного существования сансары преподавалась многими буддийскими учителями вместе с разнообразными способами освобождения от неё. Универсальным путём освобождения от сансары считается восьмеричный путь. Также освобождение связано с появлением у человека высшей интуитивной мудрости — праджни. При освобождении человеку необходимо полагаться не на усилия высших существ, а на себя и самостоятельное постижение учения. В некоторых направлениях махаяны также считается, что после освобождения от сансары человек может осознать, что сансара абсолютно тождественна нирване.
В китайском буддизме понимание сансары изменилось. Если раньше сансара однозначно воспринималась как страдание, то в Китае подобное восприятие сансары значительно ослабло. Существование в сансаре бесконечных перерождений стало для знакомящихся с учением «надеждой на вечное продолжение индивидуального существования» или вариантом даосского бессмертия. Данное понимание противоречило буддийскому учению анатмавады, указывающей на отсутствие какой-либо постоянной самости или «я» у человека, что в дальнейшем стало причиной ряда дискуссий. Китайскими буддистами также был сделан акцент на улучшение кармы для получения следующего хорошего перерождения, в котором появится больше возможностей для самосовершенствования. Вхождение же в нирвану рассматривалось в более отдалённом будущем.
В чаньской школе сансару изначально не отделяют от нирваны, что связано с ориентацией школы на Махапаринирвана-сутру в данном вопросе. Чань считает неверным понимание нирваны как «ухода из мира» и отказывается от понимания сансары как промежуточного места перед нирваной или рождением в Чистой земле школы Цзинту. Чань указывает, что просветления возможно достичь в этой жизни без каких-либо дополнительных рождений, после чего человек продолжит жить дальше в «эмпирическом бытии».

## В джайнизме
Сансара в джайнизме представляет собой мирскую жизнь, характеризующуюся чередой перевоплощений в различных планах бытия. Сансара рассматривается как мирское существование, полное страданий и мучений и как таковое нежелательное и заслуживающее того, чтобы от него отречься. Круговорот сансары не знает начала, и душа, попавшая в него, вечно крутится в нём вместе со своей кармой.

## В сикхизме
В сикхизме принято считать, что благодаря благочестивым поступкам в прошлом (карме или кирату) человек получает шанс родиться в человеческом теле, что рассматривается как шанс, который не следует терять. Сохранив благочестие и таким образом получив «милость Всевышнего», человек может достигнуть освобождения из круговорота рождения и смерти, в котором душа пребывает со времени сотворения Вселенной, перевоплощаясь из одного тела в другое. Конечная стадия, на которой душа освобождается из цикла реинкарнации, называется мукти. Согласно учению сикхизма, мукти возможно достичь перед смертью — уровень, который известен как дживан-муктат, что в переводе означает «достигший освобождения уже в этой жизни».